# 宮園香菜子
宮園 香菜子（みやぞの かなこ、1994年11月23日 - ）は、日本の女優。兵庫県出身。株式会社グレース所属。

## 出演

### テレビドラマ
- カラットアゲアゲ（2016年6月24日、読売テレビ） - ナース 役
- 日曜劇場 この世界の片隅に 第3話（2018年7月29日、TBS） - 遊女3 役

### 映画
- マンハント（2017年） - アクション客 役

### 舞台
- 川中美幸公演（2017年3月、新歌舞伎座）

### CM
- サイネージ ホーム編、踏切編、車内編（JR西日本）